# Kreuzsteine (Hiddestorf)

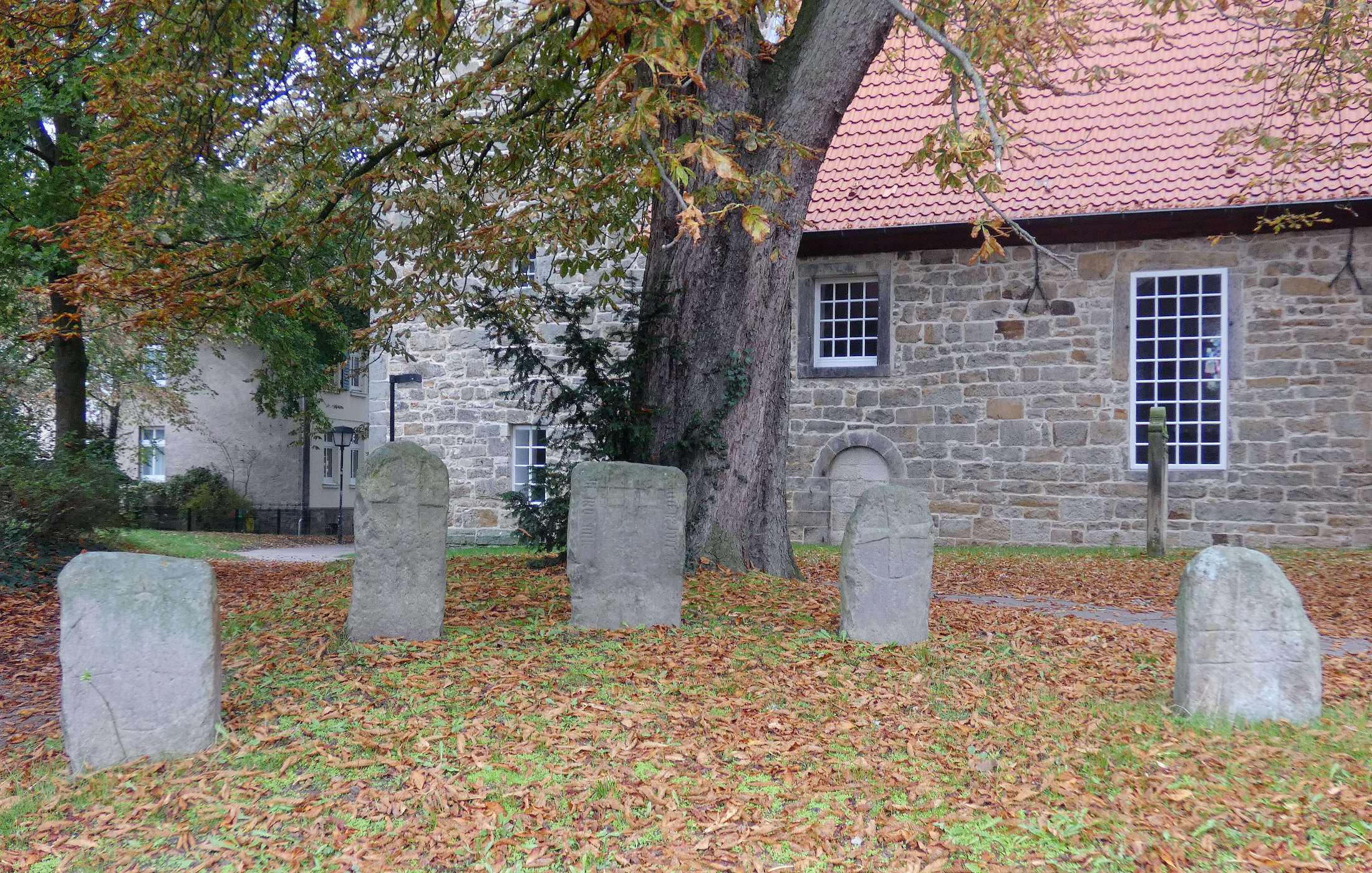
Die Kreuzsteine vor der Kirche in Hiddestorf

Die Kreuzsteine, früher auch die 5 Steine genannt, sind eine Gruppe von fünf Kreuzsteinen in Hiddestorf, einem Stadtteil von Hemmingen in der Region Hannover in Niedersachsen. Die auch als Peststeine oder Schwedensteine bezeichneten Kreuzsteine sind im Wappen des Stadtteils dargestellt.
Erhaltene Kreuzsteine aus dem Mittelalter sind in der Region des früheren Landkreises Hannover selten. Die Steine stehen unter Denkmalschutz.

## Geschichte
Die Kreuzsteine sind unter der Bezeichnung Die 5 Steine bereits auf der im Jahr 1781 aufgenommenen Karte der Kurhannoverschen Landesaufnahme südöstlich von Hiddestorf an der Straße in Richtung Pattensen markiert.
Zu einem ungeklärten Zeitpunkt wurden sie von diesem Standort entfernt und gerieten offenbar weitgehend in Vergessenheit.
Der Autor Adolf Hoffmann fand im Jahr 1934 bei den Recherchen zu seinem Werk Die mittelalterlichen Steinkreuze, Kreuz- und Denksteine in Niedersachsen bei seiner Suche nach Kreuzsteinen im Calenberger Land einen einzelnen Stein „malerisch unter einer Weide“ an der Flurgrenze gegen Harkenbleck, also östlich von Hiddestorf. In einer Flur westlich von Harkenbleck war im Jahr 1911 bereits der Siebstein gefunden worden.
Ein Hiddestorfer Hofbesitzer erzählte Hoffmann, der Kreuzstein sei bei Erdarbeiten an der Böschung einer Wasserrinne gefunden und von ihm an seinem vorübergehenden Standort aufgestellt worden.
Fünf solcher Kreuzsteine hätten einst in der Gemarkung von Hiddestorf in Richtung Pattensen gestanden. Ein königlich hannoverscher Förster habe dem Hiddestorfer Landwirt vor vielen Jahren erzählt, diese „Pest- oder Schwedensteine“ seien einst zum Abdecken der Wasserrinne zweckentfremdet worden.
Im Jahr 1936 wurden bei im gleichen Abschnitt fälligen neuen Erdarbeiten die vom Förster erwähnten vier weiteren Kreuzsteine freigelegt. Die Gemeinde Hiddestorf ließ die fünf Kreuzsteine gemeinsam am Südrand der Chaussee nach Pattensen provisorisch im Abflussgraben aufstellen. Der aus der Landkarte aus dem 18. Jahrhundert entnommene Standort lag nach etwa zwei Drittel der Strecke von Hiddestorf zur Gemarkungsgrenze mit Pattensen.
Zu einer späteren Zeit wurden die fünf Kreuzsteine auf den Kirchhof der im Jahr 1974 renovierten Nikolai-Kirche in Hiddestorf umgesetzt. Die Straße von Hiddestorf nach Pattensen wurde später verbreitert und auf der Südseite mit einem Fahrradweg versehen.

## Beschreibung
Die fünf Kreuzsteine stehen südlich der Hiddestorfer Kirche zu einem nach Südosten offenen Halbkreis gestaffelt am Rand des Kirchhofs hinter einer niedrigen Mauer am Rand der Ostertorstraße, der Ausfallstraße in Richtung Pattensen.

### Der linke Kreuzstein

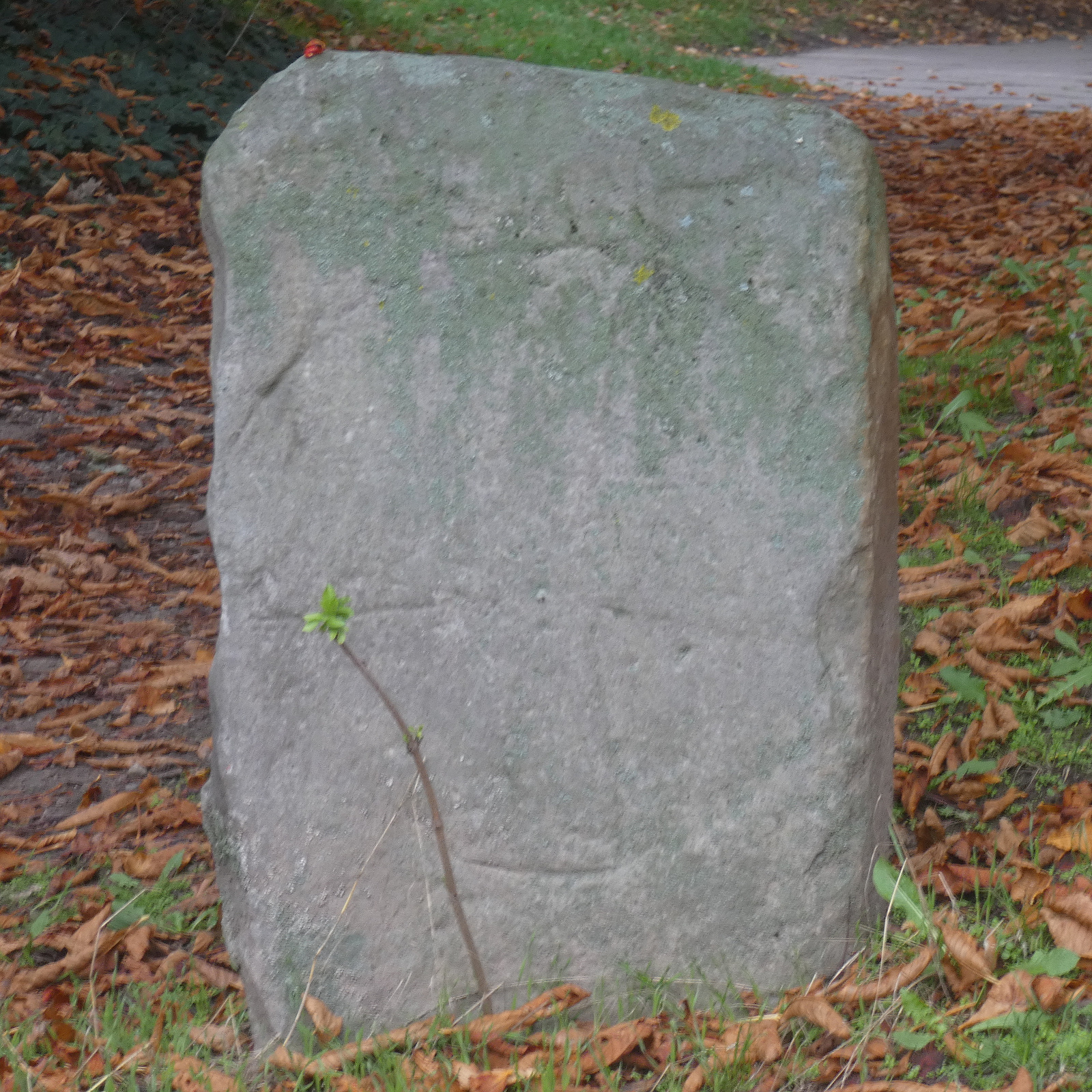
Der Kreuzstein links außen

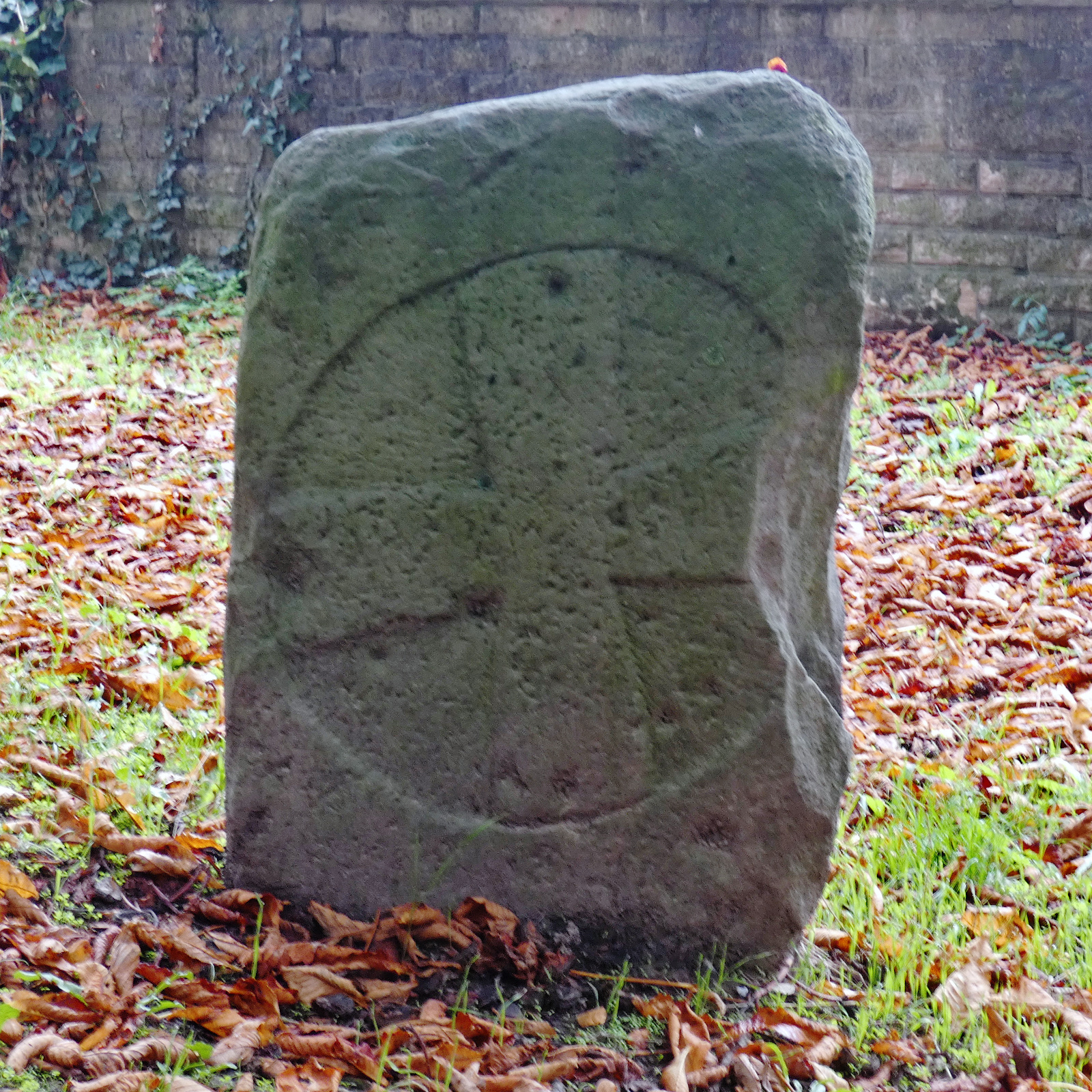
Rückseite des Kreuzsteins links außen

Der Kreuzstein ganz links ist der am westlichsten platzierte. Er ist ein 90 cm hoher und 58 cm breiter Scheibenkreuzstein aus Sandstein mit einer Dicke von 16 cm.
Der Stein ist beschädigt oder abgetreten. Auf der Oberseite sind partielle Abwetzmale deutbar. Beide Seiten zeigen in einer vertieften Scheibe ein erhabenes Tatzenkreuz im Flachrelief. Das auf der Rückseite ist zum rechten Rand geneigt. Auf der Rückseite sind zudem mehrere napfartige Vertiefungen zu erkennen.

### Der halblinke Kreuzstein

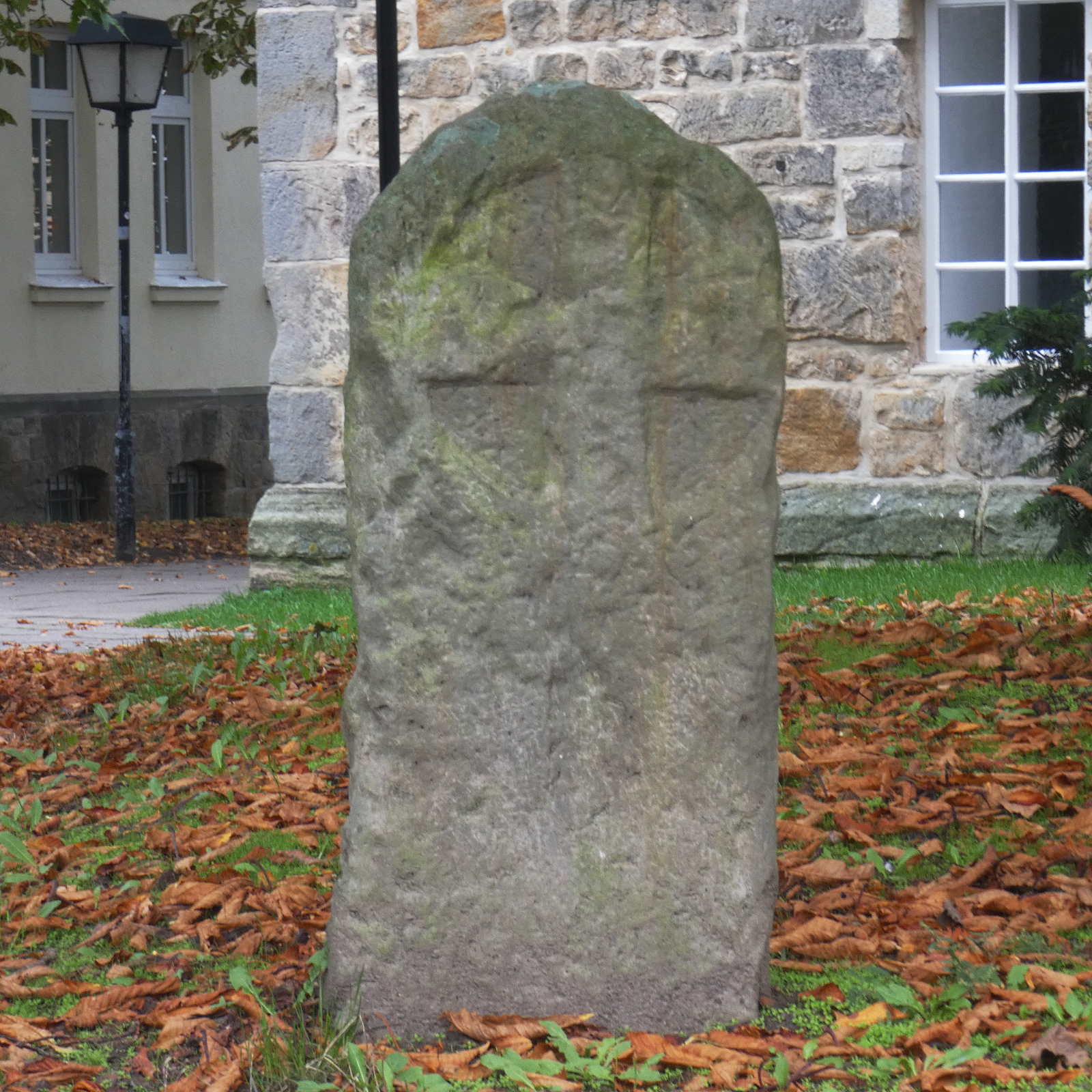
Der Kreuzsteine halb links

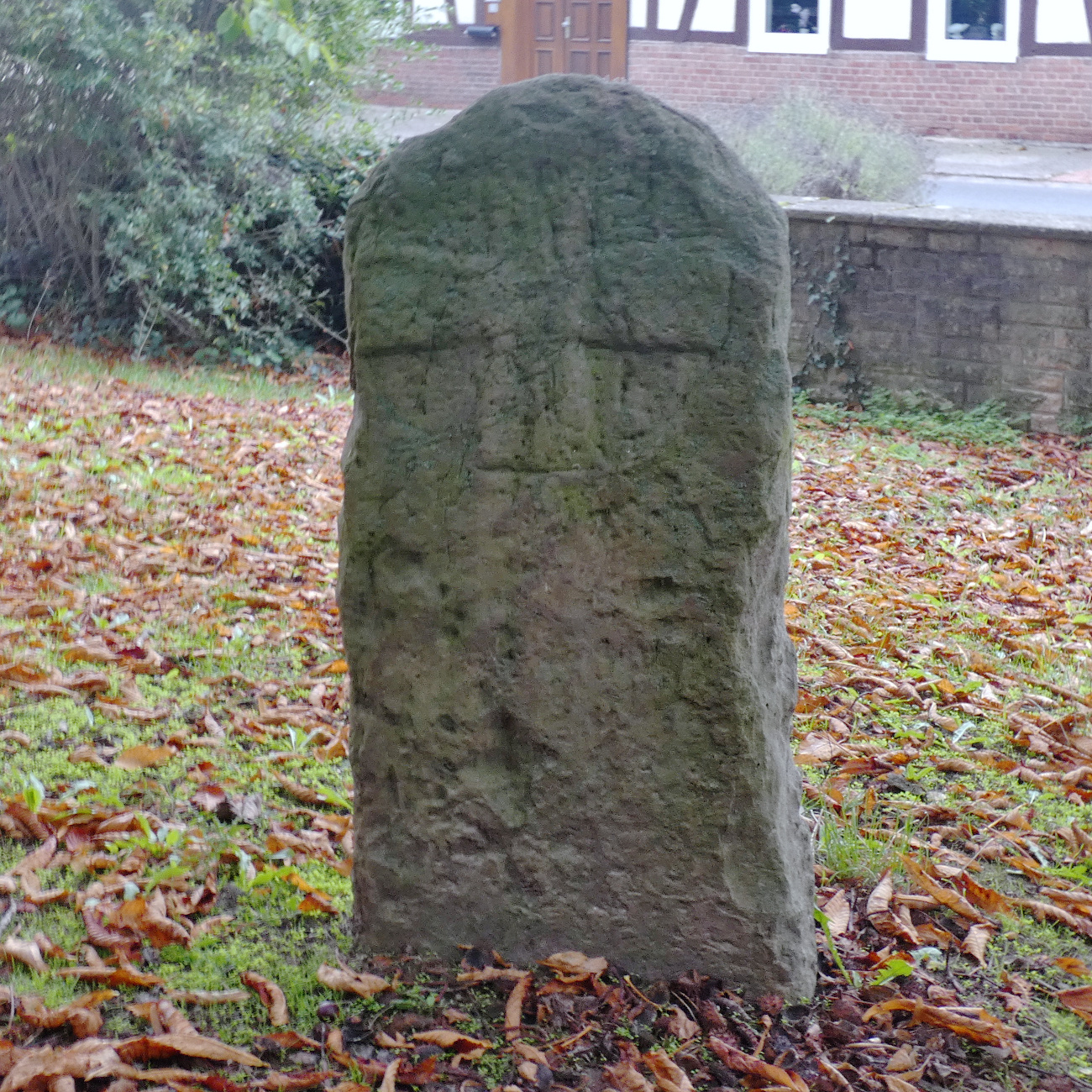
Rückseite des Kreuzsteins halb links

Der Kreuzstein links innen ist ein 107 cm hoher und 46 cm breiter Scheibenkreuzstein aus Sandstein mit einer Dicke von 16 cm.
Der Stein ist eine oben gerundete angewitterte Stele. Beide Seiten zeigen in einer vertieften Scheibe von 39 cm Durchmesser ein ausgewittertes und abgetretenes Tatzenkreuz. Das auf der Vorderseite schließt mit der Frontfläche ab, das auf der Rückseite ist durch die Kreislinie von der Frontfläche getrennt.

### Der mittlere Kreuzstein

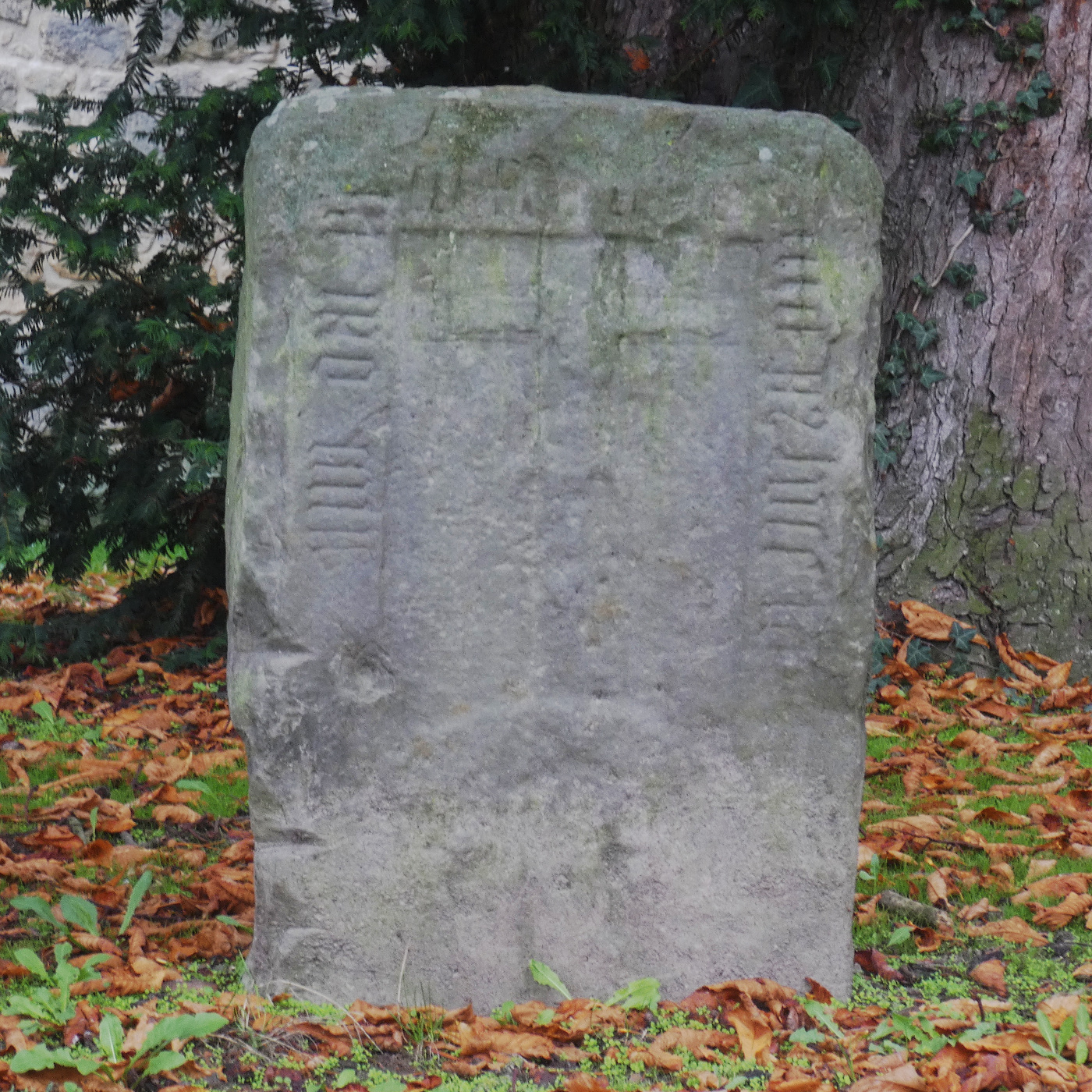
Der Kreuzstein in der Mitte

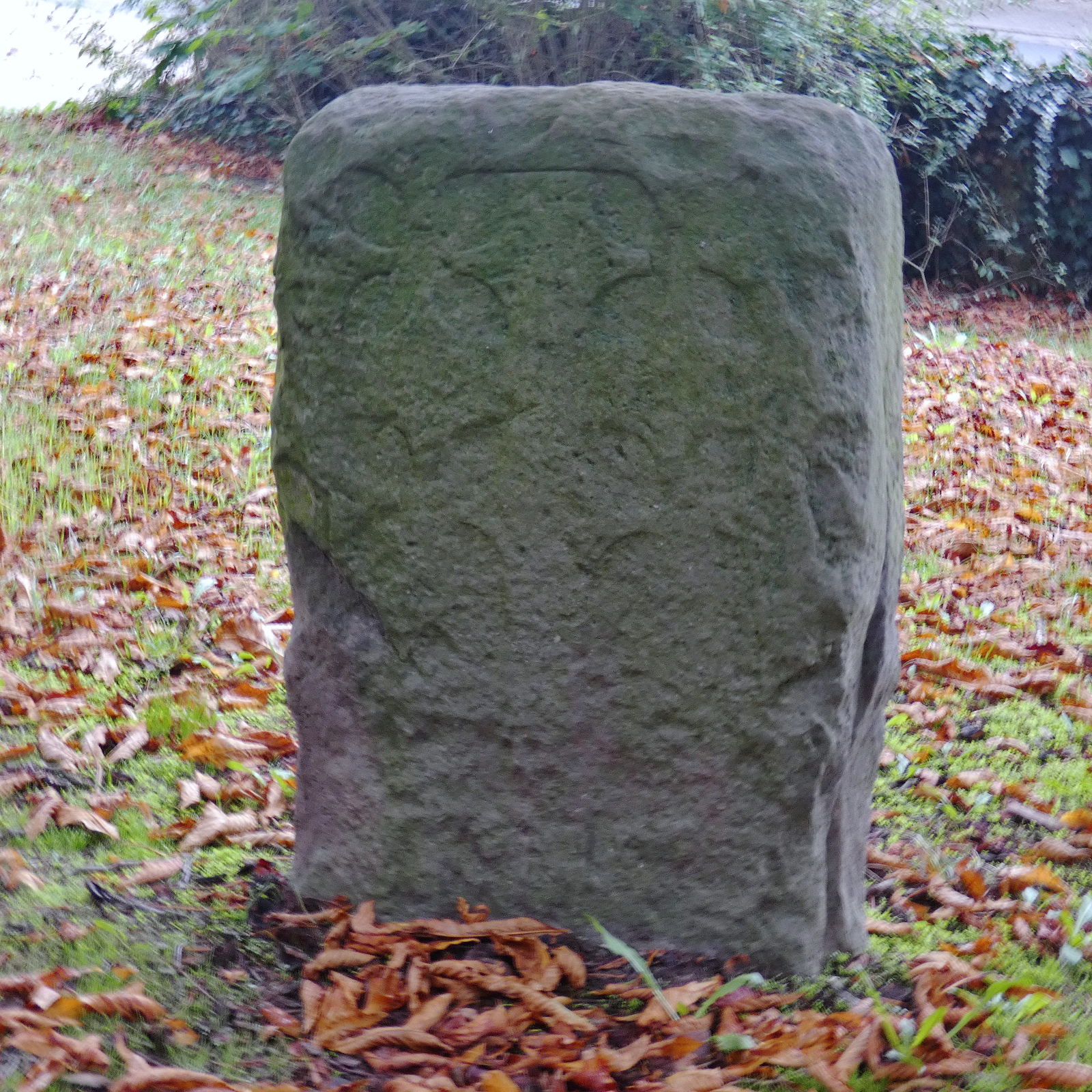
Rückseite des Kreuzsteins in der Mitte

Der mittlere der fünf auf dem Kirchhof platzierten Kreuzsteine ist ein 90 cm hoher und 65 cm breiter Sandstein mit einer Dicke von 20 cm.
In ein vertieftes Rechteck auf der Vorderseite des arg verwitterten und beschädigten Kreuzsteins sind die Linien eines Kruzifixes eingehauen. Der Corpus Christi ist flach erhaben herausgearbeitet. Im umlaufenden breiten Schriftband ist in gotischen Minuskeln eine ziemlich verwitterte Inschrift eingegraben. Die nur noch in Fragmenten zu erkennenden Zeichen
…ano dni mcccxcv…in die luce…
werden als die Zeitangabe des 18. Oktober, dem Tag des Evangelisten Lukas, im Jahr 1395 gedeutet.
Auf der Rückseite des Steins ist ein schwaches Relief eines längsorientierten Nasenkreuzes zu erkennen.
Der Kreuzstein stammt angeblich als ehemaliger Grabstein von einem früheren, etwa drei Kilometer von der Stadt Pattensen entfernt gelegenen Friedhof. Er stand zwischenzeitlich lange Zeit allein an der Flurgrenze nordöstlich von Hiddestorf.
Laut Hoffmann soll der Stein zur Erinnerung an einen dort gefallenen schwedischen Offizier gesetzt worden sein, oder aber nach anderer Ansicht aus der Zeit der „großen Pest“ stammen und an die Pesttoten erinnern.

### Der halbrechte Kreuzstein

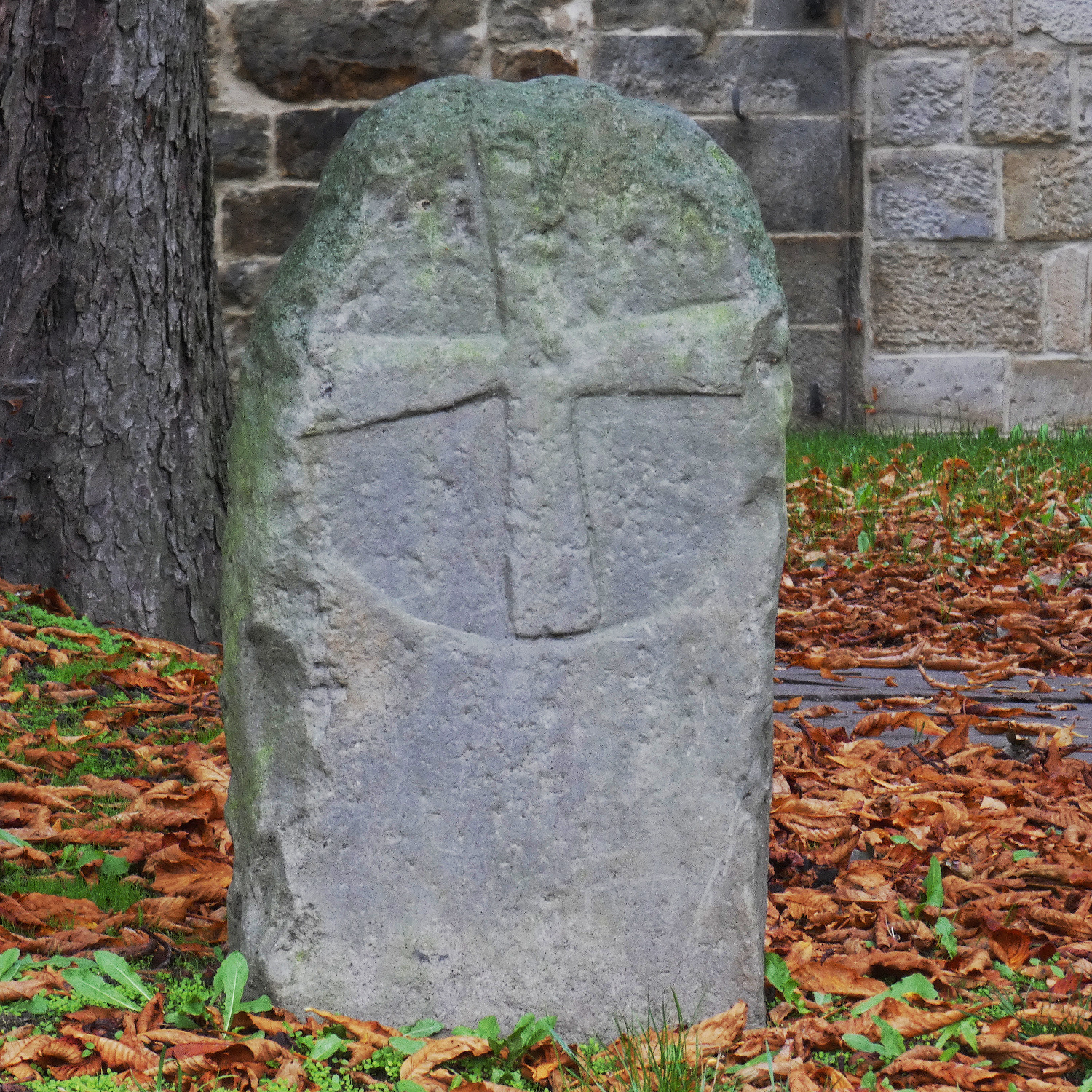
Der Kreuzstein halb rechts

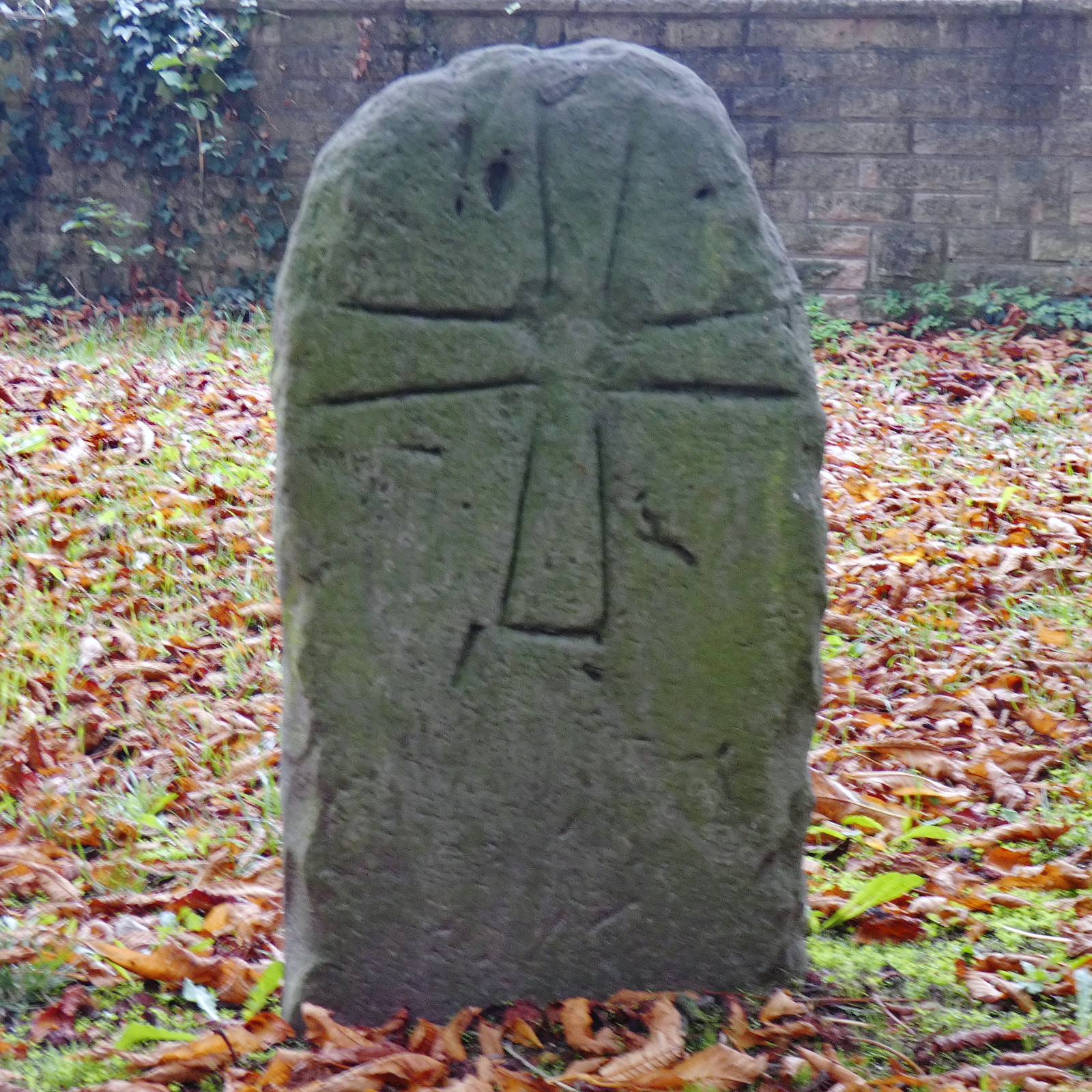
Rückseite des Kreuzsteins halb rechts

Der Kreuzstein rechts innen ist ein 90 cm hoher und 50 cm breiter Scheibenkreuzstein aus Sandstein mit einer Dicke von 15 cm.
Der Stein ist eine oben gerundete angewitterte und beschädigte Stele. Die Vorderseite zeigt in einer vertieften Scheibe von 46 cm Durchmesser erhaben ein schmalbalkiges Tatzenkreuz. Es ist zum rechten Rand geneigt und durch die Kreislinie von der Frontfläche getrennt. Die Rückseite zeigt kein Scheibenfeld. Es ist stattdessen ein nach links geneigtes, tief eingerilltes, schmalbalkiges Tatzenkreuz zu sehen. Das Kreuzungsfeld ist durch Einschläge oder Anbohrungen weitgehend zerstört.

### Der rechte Kreuzstein

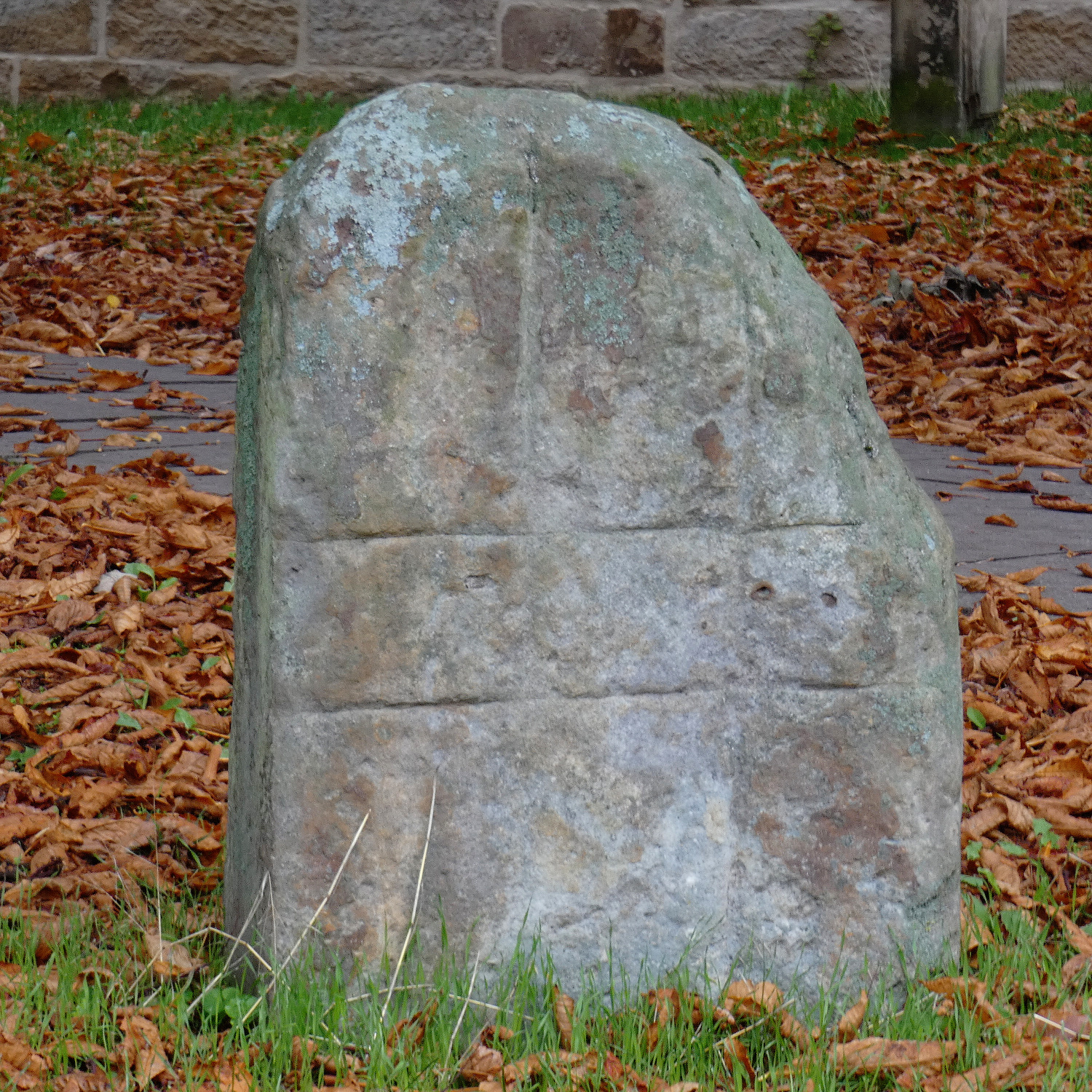
Der Kreuzstein rechts außen

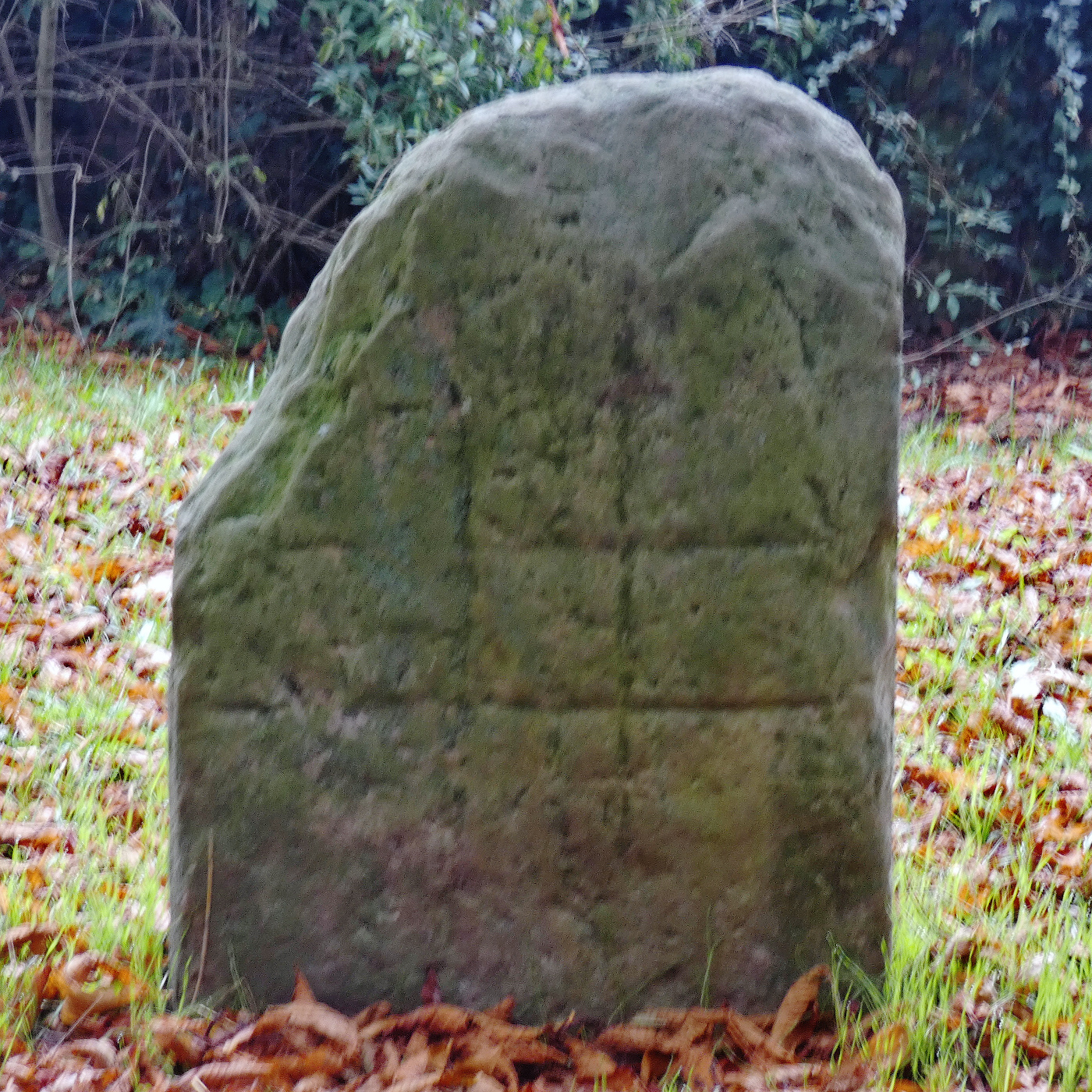
Rückseite des Kreuzsteins rechts außen

Der Kreuzstein ganz rechts ist ein 84 cm hoher und 60 cm breiter Sandstein mit einer Dicke von 20 cm.
Der stark beschädigte Stein wirkt gedrungen, seine obere rechte Ecke ist abgeschlagen.
Dies könnte auch die Folge eines über einen längeren Zeitraum praktizierten Abwetzens durch mittelalterliche Hieb- und Stichwaffen sein.
Auf beiden Seiten zeigt der Stein ein längsorientiertes breitbalkiges Kreuz mit sich in der Mitte überschneidenden Umrisslinien.

## Das Hiddestorfer Wappen

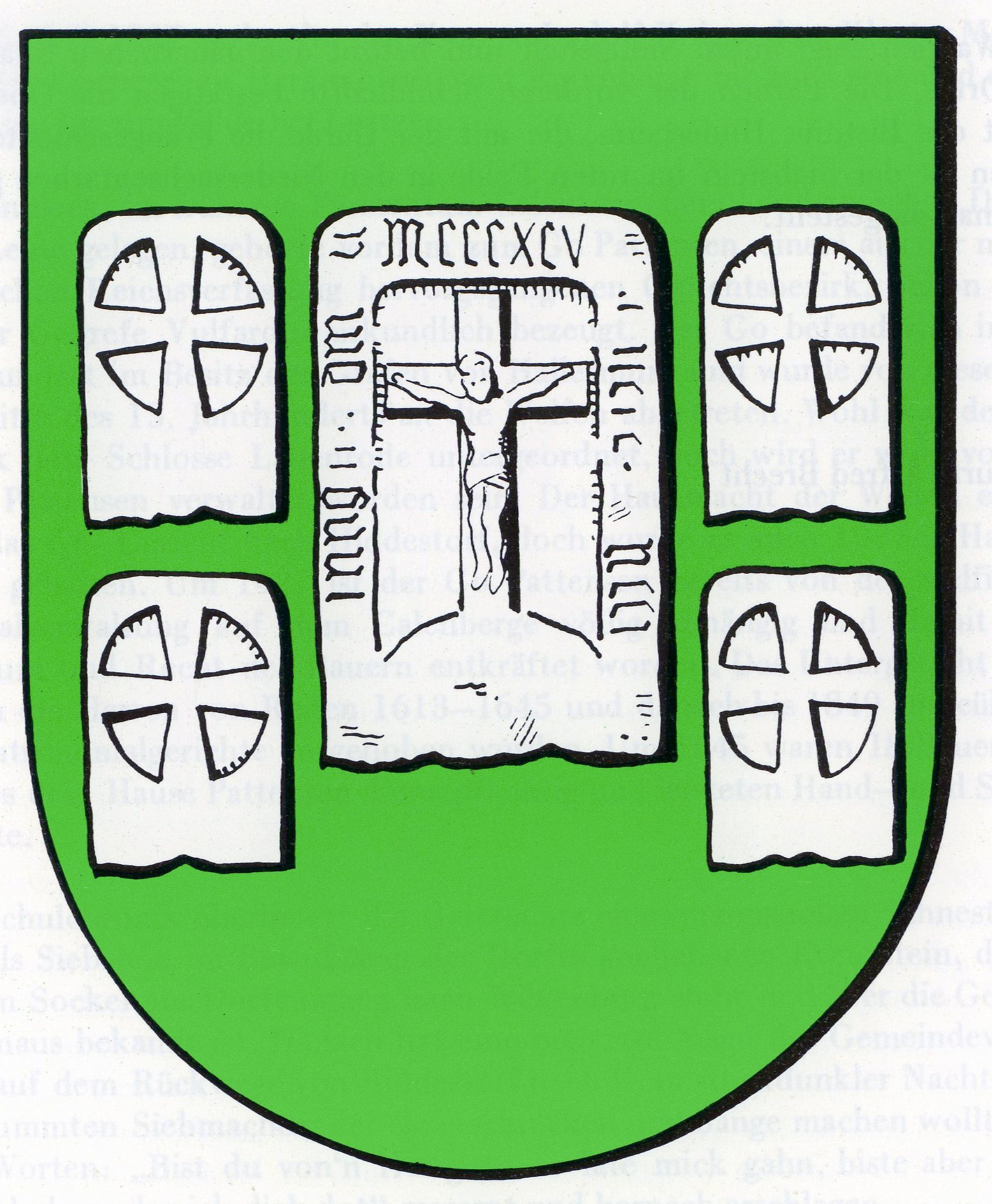
Wappen von Hiddestorf

Im Jahr 1958 beschloss der Rat der Gemeinde Hiddestorf, sich ein Ortswappen zuzulegen. Als besonderes Merkmal des Ortes und da kein historisches Wappen bekannt war, wurden die fünf Kreuzsteine als Motiv gewählt.
Der Entwurf von Alfred Brecht wurde am 18. Juni 1958 durch den Niedersächsischen Minister des Innern genehmigt.

„im Mittelfeld des grünen Schildes liegt der mit einem Kruzifixus gezierte Denkstein, auf dem in dem umlaufenden Schriftband in gotischen Majuskeln die Jahreszahl MCCCXCV (1395) zu erkennen ist, begleitet links und rechts von je zwei gotischen Kreuzsteinen, alle Steine in Silber.“